# Dimitrovți, Veliko Tărnovo
Dimitrovți (în bulgară Димитровци) este un sat în comuna Veliko Tărnovo, regiunea Veliko Tărnovo,  Bulgaria. 

## Demografie
Componența etnică a satului Dimitrovți
     Nicio identificare (18,75%)
     Bulgari (81,25%)
     Altele (0%)
La recensământul din 2011, populația satului Dimitrovți era de 16 locuitori. Din punct de vedere etnic, majoritatea locuitorilor (81,25%) erau bulgari. Pentru 18,75% din locuitori nu este cunoscută apartenența etnică.